# Enrico VII di Hohenstaufen
Enrico VII di Hohenstaufen (Palermo, 1211 – Martirano, 10 febbraio 1242), figlio di Federico II di Svevia, fu re dei Romani dal 1220 al 1235.

## Biografia
Figlio primogenito di Federico II e di Costanza d'Aragona, nel 1212 a un anno d'età fu incoronato re di Sicilia come coreggente del regno, nel 1220, all'età di soli nove anni, fu fatto eleggere re dei Romani, sotto la tutela dell'arcivescovo di Colonia Engelberto di Berg, e fu incoronato nel 1222. Sposò Margherita d'Austria, da cui ebbe due figli: Federico ed Enrico.

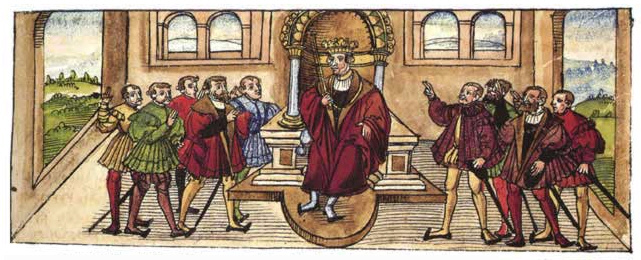
Incoronazione di Enrico VII a Würzburg

Per volere del padre crebbe nella Germania feudale, a corte, fra i cattivi consigli e lontano dalla famiglia. Egli fu posto sotto la tutela dell'arcivescovo di Colonia Engelberto e, dopo il suo assassinio, fu posto sotto la tutela del duca di Baviera Ludovico I. La sua presenza sul trono tedesco era diventata una nuova speranza per Federico di realizzare il suo sogno di unire concretamente il Regno di Germania con quello di Sicilia.
Ma tutte le prospettive svanirono quando Enrico, maggiorenne, si dimostrò irrequieto e sovversivo. Infatti Enrico aveva sviluppato nei confronti del padre un odio lacerante e profondo, acuito dalla lontananza. Un altro motivo di scontro verteva sul desiderio di Enrico di divorziare dalla moglie per sposare il suo amore giovanile, Agnese di Boemia, figlia del re Ottocaro I, la quale, data la situazione, decise di diventare suora, lasciando però dietro di sé i dissapori riguardo alla vicenda. Lo scontro tra padre e figlio fu quindi inevitabile quando Enrico, spinto dall'aristocrazia tedesca, si rese promotore di una lotta serrata contro il regime di Federico, che sfavoriva lo sviluppo delle terre tedesche.
Dopo le varie raccomandazioni del padre, nel 1232 Enrico fu chiamato ad Aquileia al cospetto di Federico; secondo J.F. Bohmer (Regesta imperii, pag. 761, Innsbruck 1881) l'incontro avvenne a Cividale del Friuli. Tornato in Germania si comportò come se nulla fosse accaduto e riprese a spargere i semi della discordia; finché papa Gregorio IX, i cui interessi coincidevano allora con quelli dell'Impero, nel 1234 gli lanciò l'anatema, giustificandolo con presunti atteggiamenti in favore dell'eresia.
Alla fine del 1234 Federico apprese con costernazione che Enrico si era alleato con i suoi più temibili nemici, la Lega Lombarda. Tutto ciò voleva dire alto tradimento; Enrico fu richiamato a Wimpfen, dove nel luglio del 1235 fu deposto e condannato a morte dopo un processo sommario. Solo in un secondo tempo Federico fece commutare la condanna in carcere a vita. Enrico, che nel frattempo aveva contratto la lebbra lepromatosa, iniziò un lungo peregrinare per varie fortezze del Regno di Sicilia, tra cui quella di Rocca San Felice.

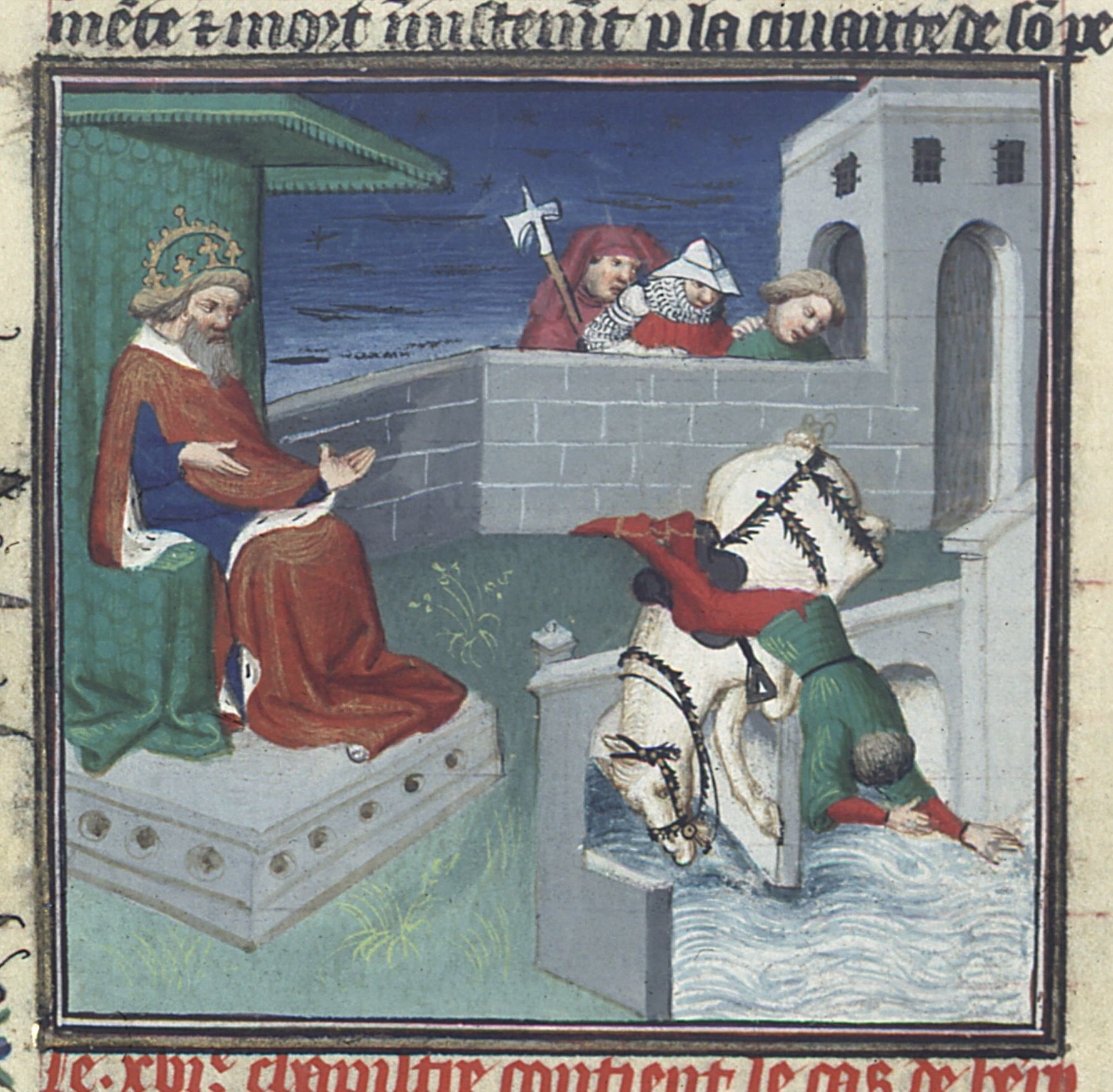
Morte di Enrico VII

Morì il 10 febbraio 1242 a Martirano, in Calabria, durante un trasferimento da prigione a prigione, cadendo da un dirupo a seguito di un probabile suicidio, e fu sepolto in un sarcofago romano nel Duomo di Cosenza.

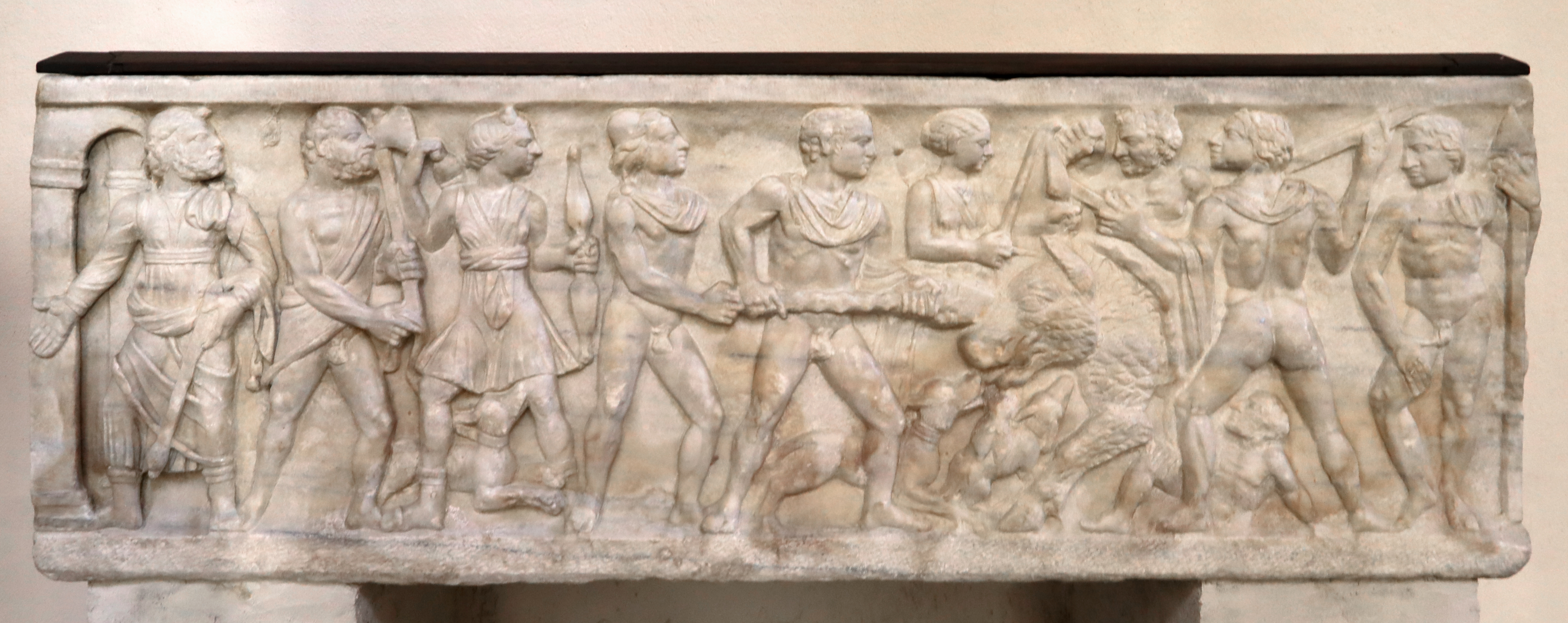
Sarcofago di Enrico VII nel Duomo di Cosenza

## Indagini paleopatologiche
Il sarcofago fu scoperto nel 1934 in occasione di lavori di restauro della cattedrale; le frammentarie informazioni sulle modalità di sepoltura di Enrico VII, hanno reso incerta l'attribuzione dei resti presenti. La cassa rettangolare del sarcofago, scolpita su tre lati, presenta sulla fronte uno degli episodi più noti del mito di Meleagro: la caccia al cinghiale Calidonio (Bochicchio 2007).  La scena figurata è dominata dall'impresa della caccia e il personaggio di Meleagro, nell'atto di infliggere al cinghiale il colpo mortale, e che è posto al centro della composizione.
Nel 1998, i resti di Enrico VII sono stati sottoposti a un esame paleopatologico condotto da un'équipe guidata da Gino Fornaciari, dell'Università di Pisa, e da Pietro De Leo, storico dell'Università della Calabria.
L'esame ha rivelato resti appartenenti a un uomo alto circa 1,66 m, dalla struttura fisica vigorosa e dai forti attacchi muscolari. Lo scheletro rivelava gli esiti di traumi e sovraccarichi dovuti probabilmente alla pratica dell'equitazione e i segni di un'antica lesione secondaria derivante da un trauma al ginocchio sofferto in gioventù: la deformità rotulea era in grado di indurre quella zoppia che è una delle poche caratteristiche note dell'aspetto fisico di Enrico, di cui le cronache tramandano l'epiteto di sciancato.
L'esame del cranio e delle estremità degli arti ha evidenziato chiaramente la facies leprosa, frutto di una lebbra lepromatosa in discreto stato di avanzamento, contratta alcuni anni prima del decesso. Lo sfiguramento fisiognomico era così severo da costringere la persona a un forzato isolamento: deve essere quindi respinta la presunta crudeltà di Federico II nella segregazione del figlio e va allontanato, a parere degli autori, anche il sospetto di omicidio.
Le ambiguità sorte sulla morte del re sono scaturite da una traduzione inesatta della frase latina “ex improvviso cadens infirmatus obiit” riportata dalle fonti di Riccardo di San Germano, Salimbene da Parma e dal cosiddetto Anonimo Cronista Umbro.
La frase tradotta letteralmente significa "cadendo improvvisamente malato, morì", e non, come è stato finora sostenuto, "cadendo da cavallo, morì". 

## Araldica
Almeno quattro sono le insegne araldiche che è possibile ricondurre a Enrico. La prima è senza dubbio l'arme di Svevia, ai tre leoni passanti, che è presente su uno dei suoi sigilli e che egli, plausibilmente, adoperò, dal 1216 al 1220, in qualità di duca di Svevia. Contraddistinti da una «particolarità iconografica degna di nota», i leoni del sigillo sono presenti su scudo e vessillo retti da un cavaliere, che rappresenta Enrico. I tre animali araldici, infatti, presentano la testa rivoltata, ovvero, mentre il corpo è orientato verso la destra araldica, il capo dei leoni è volto verso la sinistra araldica. Non è superfluo specificare che tale peculiarità è propria di tutti e tre i leoni dello scudo, mentre, nel vessillo, caratterizza solo la prima delle tre figure. Oltre allo stemma rappresentativo della dignità ducale, è ipotizzabile che il re dei Romani abbia utilizzo anche lo scudo dal campo d'oro, caricato dell'aquila al volo abbassato di nero, quale insegna atta a rappresentare la dignità reale.

Arme di Svevia, variante d'oro, ai tre leoni passanti di nero con la testa rivoltata
Stemma di Enrico VII come re dei Romani

Uno stemma partito d'oro e di verde, all'aquila bicipite di nero, è associato a Enrico, dal monaco benedettino e cronista inglese Matthew Paris, nella sua Chronica Majora, importante manoscritto medievale corredato da numerose miniature di carattere araldico o, comunque, prearaldico. La scelta degli smalti operata dal Paris per tale arme potrebbe essere spiegata facendo ricorso all'interpretazione che lo storico e araldista francese Michel Pastoureau fornisce riguardo a tale combinazione cromatica, nel contesto culturale medievale. Secondo il Pastoureau, infatti, il verde, in particolare, indicherebbe la "perturbazione dell'ordine stabilito", la qual cosa ben simboleggerebbe la biografia di Enrico e, nello specifico, il tradimento verso il proprio padre e l'essersi contrapposto all'autorità imperiale.
Ancora il Paris, in questo caso, però, nell'Historia Anglorum, collega, sempre a Enrico, un altro stemma partito, nel primo, d'oro, all'aquila bicipite di nero uscente, e, nel secondo, di rosso, alla croce ancorata d'argento uscente, con il braccio inferiore più lungo degli altri.  L'arme così composta può essere considerata sia insegna atta ad alludere al titolo di Rex Romanorum (poiché derivata dall'aquila bicipite in campo d'oro), sia un simbolo imperiale (poiché derivata dal Signum Imperii). In particolare, il Signum Imperii si configura come un «antico segno Imperiale» strettamente connesso al Vexillum Crucis, la cui origine sarebbe da individuare nelle rappresentazioni del Cristo risorgente, che impugna un gonfalone che è, appunto, di rosso, alla croce ancorata d'argento.
(Blasonatura)

Stemma attribuito a Enrico, nella Chronica Majora
Stemma attribuito a Enrico, nell'Historia Anglorum

## Enrico poeta
Viene attribuita occasionalmente una Canzone dal Mongitore e dal Crescimbeni, basato su osservazioni fornite dall'erudito Apostolo Zeno il cui incipit noto è: 
(Francesco Saverio Quadrio, Della Storia e della Ragione d'ogni Poesia, vol. II, Milano, 1741, Libro I, Cap. VIII, p.159)
Francesco Saverio Quadrio, informatosi con lo stesso Zeno, dubitavano entrambe sulla paternità del verso (1741) e che la firma manoscritta di Enrico sia da ritenersi aggiunta d'altra mano. A fare il punto sulla vicenda fu Girolamo Tiraboschi (1795).

## Matrimonio e figli
Sposò Margherita d'Austria, figlia di Leopoldo VI di Babenberg della dinastia Babenberg, e della principessa bizantina Teodora Angelina, della dinastia degli Angeli. Essi ebbero:
- Enrico († 1251), citato nel testamento di Federico II, mai applicato, in cui Enrico sarebbe dovuto divenire duca d'Austria e di Stiria[14];
- Federico († 1242/1245).

## Ascendenza
|                        |                                      |                                       | Genitori                |  |  | Nonni |  |  | Bisnonni            |  |  | Trisnonni          |  |
|                        |                                      |                                       |                         |  |  |       |  |  | Federico Barbarossa |  |  | Federico di Svevia |  |
|                        |                                      |                                       |                         |  |  |       |  |  | Federico Barbarossa |  |  | Federico di Svevia |  |
|                        |                                      | Giuditta di Baviera                   |                         |  |  |       |  |  | Federico Barbarossa |  |  |                    |  |
| Enrico VI di Svevia    |                                      |                                       |                         |  |  |       |  |  | Federico Barbarossa |  |  |                    |  |
|                        |                                      | Beatrice di Borgogna                  | Rinaldo III di Borgogna |  |  |       |  |  |                     |  |  |                    |  |
|                        |                                      | Beatrice di Borgogna                  | Rinaldo III di Borgogna |  |  |       |  |  |                     |  |  |                    |  |
|                        |                                      | Beatrice di Borgogna                  | Agata di Lorena         |  |  |       |  |  |                     |  |  |                    |  |
| Federico II di Svevia  |                                      | Beatrice di Borgogna                  |                         |  |  |       |  |  |                     |  |  |                    |  |
|                        |                                      | Ruggero II di Sicilia                 | Ruggero I di Sicilia    |  |  |       |  |  |                     |  |  |                    |  |
|                        |                                      | Ruggero II di Sicilia                 | Ruggero I di Sicilia    |  |  |       |  |  |                     |  |  |                    |  |
|                        |                                      | Ruggero II di Sicilia                 | Adelasia del Vasto      |  |  |       |  |  |                     |  |  |                    |  |
| Costanza d'Altavilla   |                                      | Ruggero II di Sicilia                 |                         |  |  |       |  |  |                     |  |  |                    |  |
|                        |                                      | Beatrice di Rethel                    | Gunther di Rethel       |  |  |       |  |  |                     |  |  |                    |  |
|                        |                                      | Beatrice di Rethel                    | Gunther di Rethel       |  |  |       |  |  |                     |  |  |                    |  |
|                        |                                      | Beatrice di Rethel                    | Beatrice di Namur       |  |  |       |  |  |                     |  |  |                    |  |
| Enrico VII di Germania |                                      | Beatrice di Rethel                    |                         |  |  |       |  |  |                     |  |  |                    |  |
|                        | Raimondo Berengario IV di Barcellona | Raimondo Berengario III di Barcellona |                         |  |  |       |  |  |                     |  |  |                    |  |
|                        | Raimondo Berengario IV di Barcellona | Raimondo Berengario III di Barcellona |                         |  |  |       |  |  |                     |  |  |                    |  |
|                        | Raimondo Berengario IV di Barcellona | Dolce I di Provenza                   |                         |  |  |       |  |  |                     |  |  |                    |  |
| Alfonso II d'Aragona   | Raimondo Berengario IV di Barcellona |                                       |                         |  |  |       |  |  |                     |  |  |                    |  |
|                        |                                      | Petronilla d'Aragona                  | Ramiro II d'Aragona     |  |  |       |  |  |                     |  |  |                    |  |
|                        |                                      | Petronilla d'Aragona                  | Ramiro II d'Aragona     |  |  |       |  |  |                     |  |  |                    |  |
|                        |                                      | Petronilla d'Aragona                  | Agnese d'Aquitania      |  |  |       |  |  |                     |  |  |                    |  |
| Costanza d'Aragona     |                                      | Petronilla d'Aragona                  |                         |  |  |       |  |  |                     |  |  |                    |  |
|                        |                                      | Alfonso VII di León                   | Raimondo di Borgogna    |  |  |       |  |  |                     |  |  |                    |  |
|                        |                                      | Alfonso VII di León                   | Raimondo di Borgogna    |  |  |       |  |  |                     |  |  |                    |  |
|                        |                                      | Alfonso VII di León                   | Urraca di Castiglia     |  |  |       |  |  |                     |  |  |                    |  |
| Sancia di Castiglia    |                                      | Alfonso VII di León                   |                         |  |  |       |  |  |                     |  |  |                    |  |
|                        |                                      | Richenza di Polonia                   | Ladislao II l'Esiliato  |  |  |       |  |  |                     |  |  |                    |  |
|                        |                                      | Richenza di Polonia                   | Ladislao II l'Esiliato  |  |  |       |  |  |                     |  |  |                    |  |
|                        |                                      | Richenza di Polonia                   | Agnese di Babenberg     |  |  |       |  |  |                     |  |  |                    |  |
|                        |                                      | Richenza di Polonia                   |                         |  |  |       |  |  |                     |  |  |                    |  |